# Убийство на забавен кадър
„Убийство на забавен кадър“ (на френски: Meurtre au ralenti) е френски криминален телевизионен филм от 1959 година на режисьора Жан-Пол Карер с участието на Лилиан Бер, Жан Кларио и Жан Винчи, адаптация на едноименната пиеса на творческия дует Боало-Нарсьожак, автори на поредица криминални романи.

## Сюжет
Раймон Бертон (Жан Кларио) е автомобилен състезател, който отчаяно се опитва да победи в пробега „24-те часа на Льо Ман“. Съпругата му Женевиев (Лилиан Берт) от години се опитва да го убеди да прекрати кариерата си, опасявайки се да не загине в катастрофа. Отчаяната жена започва любовна връзка с брата на Раймон, Патрик (Жан Винчи), който винаги я е желаел и ревнувал от по-големия си брат.

## В ролите
- Лилиан Бер като Женевиев Бертон
- Жан Кларио като Раймон Бертон
- Жан Винчи като Патрик Бертон
- Кристиан Дювалио като Делорм
- Клод Перен като Блеше
- Серж Совион като втория пилот
- Жан Берто като главния механик
- Жак Дешам като втория механик
- Жерар Жуилом като доктора